# HD72359
HD72359 — хімічно пекулярна зоря спектрального класу A1, що має видиму зоряну величину в смузі V приблизно  6,5.
Вона  розташована на відстані близько 540,9 світлових років від Сонця.

## Фізичні характеристики
Зоря HD72359 обертається 
порівняно повільно 
навколо своєї осі. Проєкція її екваторіальної швидкості на промінь зору становить  Vsin(i)= 18км/сек.